# Comuna de Kuryłówka
Kuryłówka (polaco: Gmina Kuryłówka) é uma gminy (comuna) na Polónia, na voivodia de Subcarpácia e no condado de Leżajski. A sede do condado é a cidade de Kuryłówka.
De acordo com os censos de 2004, a comuna tem 5679 habitantes, com uma densidade 40,2 hab/km².

## Área
Estende-se por uma área de 141,25 km², incluindo:
- área agricola: 54%
- área florestal: 38%

## Demografia
Dados de 30 de Junho 2004:
|                      | Total   | Total | Mulheres | Mulheres | Homens  | Homens |
| -------------------- | ------- | ----- | -------- | -------- | ------- | ------ |
|                      | pessoas | %     | pessoas  | %        | pessoas | %      |
| População            | 5679    | 100   | 2805     | 49,4     | 2874    | 50,6   |
| Densidade (pop./km²) | 40,2    | 100   | 19,9     | 19,9     | 20,3    | 20,3   |

De acordo com dados de 2002, o rendimento médio per capita ascendia a 1314,42 zł.

## Subdivisões
- Brzyska Wola, Dąbrowica, Jastrzębiec, Kolonia Polska, Kulno, Kuryłówka, Ożanna, Słoboda, Tarnawiec, Wólka Łamana.

## Comunas vizinhas
- Adamówka, Biszcza, Krzeszów, Leżajsk, Leżajsk - miasto, Potok Górny, Tarnogród